# David White (Fußballspieler)
David White (* 30. Oktober 1967 in Urmstone) ist ein ehemaliger englischer Fußballspieler. Bekannt ist er vor allem für seine Zeit als Rechtsaußen bei Manchester City während der 1980er und 1990er Jahre.

## Karriere
David White gab sein Debüt für Manchester City in der Saison 1986/1987. Gleich in seiner ersten Spielzeit kam er auf 24 Einsätze für sein Team. In den folgenden Spielzeiten wurde zu einer festen Größe Manchesters und erzielte dort in acht Jahren 79 Tore. 1992 bestritt er seine einzige Partie für das Englische Nationalteam, doch konnte er Trainer Graham Taylor nicht von seinen Qualitäten überzeugen.
Gegen Ende seiner Laufbahn wechselte er 1993 zu Leeds United und 1995 zu Sheffield United, zunächst auf Leihbasis, dann mit einem festen Vertrag. Im Jahr 1999 beendete der Stürmer seine Karriere.

## Missbrauchsvorwurf gegen Jugendtrainer
Im November 2016 gehörte White gemeinsam mit seinem früheren Klubkollegen Paul Stewart zu einer Gruppe von ehemaligen Fußballspielern, die angab, als Jugendliche durch Jugendtrainer missbraucht worden zu sein. Der Klub Manchester City kündigte daraufhin eine Untersuchung der Vorfälle an.